# Мекопроп
Мекопроп, или метилхлорфеноксипропановая кислота, — широко используемый гербицид, присутствующий во многих гербицидных смесях для частного пользования. Главным образом применяется против широколистных сорняков, в частности репейника, одуванчика и герани. Часто используется в сочетании с другими химически родственными гербицидами, такими как 2,4-Д, дикамба и МЦПА.
В США агентство охраны окружающей среды классифицировало мекопроп как слаботоксичное вещество и отнесла его к III классу токсичности.
Мекопроп представляет собой смесь двух стереоизомеров, из которых гербицидной активностью обладает (R)-(+)-энантиомер («Mecoprop-P», «Duplosan KV»). Другой ауксиноподобный гербицид — клофибровая кислота является стереоизомером мекопропа.